# Humbécourt
Humbécourt é uma comuna francesa na região administrativa de Grande Leste, no departamento de Haute-Marne. Estende-se por uma área de 20,84 km². Em 2010 a comuna tinha 776 habitantes (densidade: 37,2 hab./km²).